# 노보리베쓰역
노보리베쓰역(일본어: 登別駅)은 일본 홋카이도 노보리베쓰시에 위치한 홋카이도 여객철도 무로란 본선의 철도역이다. 역 번호는 H28이며, 단선 · 섬식의 형태를 합친 2면 3선 구조의 복합 승강장을 갖춘 지상역이다.

## 타는 곳
| 1 | ■ 무로란 본선 | 하행 | 도마코마이 · 삿포로 방면                                             |
| 2 | ■ 무로란 본선 | 상행 | 히가시무로란 · 무로란 · 하코다테 · 아오모리 · 우에노 · 신오사카 방면 |
| 3 | ■ 무로란 본선 | 상행 | 히가시무로란 · 무로란 방면                                           |

## 이용 현황
| 승차 인원 추이 | 승차 인원 추이 |
| 연도           | 1일 평균       |
| -------------- | -------------- |
| 2008           | 358            |
| 2009           | 331            |
| 2010           | 334            |
| 2011           | 327            |
| 2012           | 322            |

## 역 주변
- 국도 제36호선
- 도오 자동차도 노보리베쓰히가시 나들목
- 노보리베쓰 시청 노보리베쓰 지소
- 지옥계곡

## 인접 역
| 홋카이도 여객철도 무로란 본선   | 홋카이도 여객철도 무로란 본선 | 홋카이도 여객철도 무로란 본선 |
| ------------------------------- | ----------------------------- | ----------------------------- |
| H 32 히가시무로란 하코다테 방면 | 특급 '호쿠토', '슈퍼 호쿠토'  | 도마코마이 H 18 삿포로 방면   |
| H 30 호로베쓰 와시베쓰 방면     | 특급 '스즈란'                 | 시라오이 H 23 삿포로 방면     |
| H 29 도미우라 오샤만베 방면     | 보통                          | 고조하마 H 27 이와미자와 방면 |